# Fred C. Newmeyer
Fred C. Newmeyer (Central City, 9 agosto 1888 – Woodland Hills, 24 aprile 1967) è stato un attore e regista statunitense, conosciuto soprattutto per Preferisco l'ascensore! e per alcuni serial delle Simpatiche canaglie.

## Filmografia parziale

### Attore
- Luke Locates the Loot, regia di Hal Roach (1916)
- Luke's Fireworks Fizzle, regia di Hal Roach (1916)
- Luke's Shattered Sleep, regia di Hal Roach (1916)
- Luke, Rank Impersonator, regia di Hal Roach (1916)
- Luke's Newsie Knockout, regia di Hal Roach (1916)
- Luke, Patient Provider, regia di Hal Roach (1916)
- Luke, the Gladiator, regia di Hal Roach (1916)
- Luke's Preparedness Preparations, regia di Hal Roach (1916)
- Luke, the Chauffeur, regia di Hal Roach (1916)
- Luke and the Bang-Tails, regia di Hal Roach (1916)
- Luke's Speedy Club Life, regia di Hal Roach (1916)
- Luke and the Mermaids, regia di Hal Roach (1916)
- Luke Joins the Navy, regia di Hal Roach (1916)
- Luke Does the Midway, regia di Hal Roach (1916)
- Luke's Lost Lamb, regia di Hal Roach (1916)
- Luke, Crystal Gazer, regia di Hal Roach (1916)
- Luke Rides Roughshod, regia di Hal Roach (1916)
- Luke's Society Mixup, regia di Hal Roach (1916)
- Luke's Late Lunchers, regia di Hal Roach (1916)
- Luke, the Candy Cut-Up, regia di Hal Roach (1916)
- The Big Idea, regia di Hal Roach (1917)
- Step Lively, regia di Hal Roach (1917)
- Bashful, regia di Alfred J. Goulding (1917)
- Move On, regia di Billy Gilbert e Gilbert Pratt (1917)
- We Never Sleep, regia di Hal Roach (1917)
- All Aboard, regia di Alfred J. Goulding (1917)
- Clubs Are Trump, regia di Hal Roach (1917)
- Love, Laughs and Lather (1917)
- Rainbow Island, regia di Billy Gilbert (1917)
- From Laramie to London (1917)
- Birds of a Feather (1917)
- By the Sad Sea Waves, regia di Alfred J. Goulding (1917)
- Pinched, regia di Harold Lloyd e Gilbert Pratt (1917)
- Lonesome Luke Loses Patients (1917)
- Lonesome Luke's Wild Women, regia di Hal Roach (1917)
- Lonesome Luke, Messenger, regia di Hal Roach (1917)
- Lonesome Luke on Tin Can Alley, regia di Hal Roach (1917)
- Two-Gun Gussie, regia di Alfred J. Goulding (1918)
- It's a Wild Life, regia di Gilbert Pratt (1918)
- Pipe the Whiskers, regia di Alfred J. Goulding (1918)
- The Tip, regia di Billy Gilbert e Gilbert Pratt (1918)
- From Hand to Mouth, regia di Alfred J. Goulding e Hal Roach (1919)
- Captain Kidd's Kids, regia di Hal Roach (1919)
- Amore e Poesia (Bumping Into Broadway), regia di Hal Roach (1919)
- His Only Father, regia di Hal Roach e Frank Terry (1919)
- Pay Your Dues, regia di Vincent P. Bryan e Hal Roach (1919)
- Count the Votes, regia di Hal Roach (1919)
- Soft Money, regia di Vincent P. Bryan e Hal Roach (1919)
- He Leads, Others Follow, regia di Vincent P. Bryan e Hal Roach (1919)
- The Rajah, regia di Hal Roach (1919)
- Be My Wife, regia di Hal Roach (1919)
- Don't Shove, regia di Alfred J. Goulding (1919)
- Heap Big Chief, regia di Alfred J. Goulding (1919)
- Chop Suey & Co., regia di Hal Roach (1919)
- Count Your Change, regia di Alfred J. Goulding (1919)
- Spring Fever, regia di Hal Roach (1919)
- Off the Trolley, regia di Alfred J. Goulding (1919)
- Swat the Crook, regia di Hal Roach (1919)
- Pistols for Breakfast, regia di Alfred J. Goulding (1919)
- The Marathon, regia di Alfred J. Goulding (1919)
- Si, Senor, regia di Alfred J. Goulding (1919)
- Ring Up the Curtain, regia di Alfred J. Goulding (1919)
- Crack Your Heels, regia di Alfred J. Goulding (1919)
- Young Mr. Jazz, regia di Hal Roach (1919)
- A Sammy in Siberia, regia di Hal Roach (1919)
- On the Fire, regia di Hal Roach (1919)
- Viva lo sport (The Freshman), regia di Fred C. Newmeyer e Sam Taylor (1925)
- Warming Up, regia di Fred C. Newmeyer (1928)
- The Pinch Singer, regia di Fred C. Newmeyer (1936)
- Arbor Day, regia di Fred C. Newmeyer (1936)
- Mail and Female, regia di Fred C. Newmeyer (1937)

### Regista
- Number, Please?, regia condivisa con Hal Roach (1920)
- Harold balia (Now or never), regia condivisa con Hal Roach (1921)
- Alla conquista di un cuore (Among those presents) (1921)
- Viaggio in paradiso (Never weaken) (1921)
- Lupo di mare (A Sailor-Made Man) (1921)
- Il talismano della nonna (Grandma's Boy) (1922)
- Dr. Jack (1922)
- Preferisco l'ascensore! (Safety Last), regia condivisa con Sam Taylor (1923)
- Perché preoccuparsi? (Why Worry?), regia condivisa con Sam Taylor (1923)
- Tutte e nessuna (Girl Shy), regia condivisa con Sam Taylor (1924)
- Il re degli scapoli (Hot Water), regia condivisa con Sam Taylor (1924)
- Viva lo sport (The Freshman), regia condivisa con Sam Taylor (1925)
- Seven Keys to Baldpate (1925)
- Foot-Ball (The Quarterback) (1926)
- Too Many Crooks (1927)
- On Your Toes (1927)
- That's My Daddy, co-regia di Reginald Denny (1927)
- Warming Up (1928)
- La valle delle rose (Rainbow Man) (1929)
- Fast and Loose (1930)
- Queen High (1930)
- Discarded Lovers (1932)
- They Never Come Back (1932)
- The Pinch Singer (1936)
- General Spanky, regia condivisa con Gordon Douglas (1936)
- Arbor Day (1936)
- Mail and Female (1937)